# Новотроицкое (Минусинский район)
Новотроицкое— село в Минусинском районе Красноярского края в составе Новотроицкого сельсовета.

## География
Село находится на севере района примерно в 17 километрах по прямой на север-северо-восток от города Минусинск.

## Климат
Климат характеризуется суровой продолжительной зимой с длительными морозами и устойчивым снежным покровом. Средняя температура января -22.4ºС с возможным понижением до -57º С. В отдельные теплые дни теплых зим возможно повышение температуры воздуха до положительных значений. Весна поздняя, короткая, прохладная. Ясная ветреная погода и увеличение продолжительности солнечного сияния способствует быстрому прогреванию и просыханию почвы. Лето наступает в конце мая и продолжается 2.5 месяца. Средняя температура самого теплого месяца июля +16.9º С. Осенний период вдвое продолжительнее весеннего, характеризуется  ранними заморозками. Средняя годовая температуры воздуха -3.4º С. Годовое количество осадков –  510 мм. Максимальное за год количество осадков выпадает в июле-августе. Зимний сезон относительно сухой. Устойчивый снежный покров образуется в начале ноября. 

## История
Село Новотроицкое было основано в 1891 г. переселенцами из Тамбовской и Саратовской губерний, а затем Полтавской и Херсонской губерний. В 1896 г. деревня получила официальное название Новотроицкое. До сих пор бытует и второе название — Бедра.

## Население
| 2010 |
| ---- |
| 781  |

Постоянное население составляло 787 человека в 2002 году (84% русские), 781 в 2010.Также проживает 10 семей йезидов, выходцев из Армении.

## Инфраструктура
ООО «Заря», которое производит масло рыжиковое, горчичное, рапсовое, подсолнечное, конопляное, льняное. Есть фельдшерско-акушерский пункт, общеобразовательная школа, сельский клуб, библиотека.